# Vorausverfügung

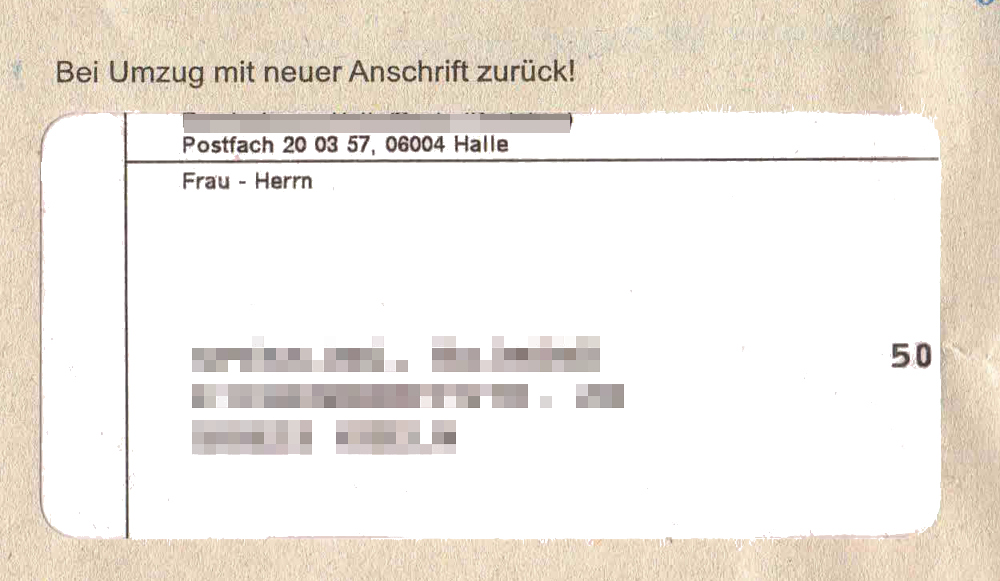
Vorausverfügung über dem Anschriftenfenster: „Bei Umzug mit neuer Anschrift zurück“

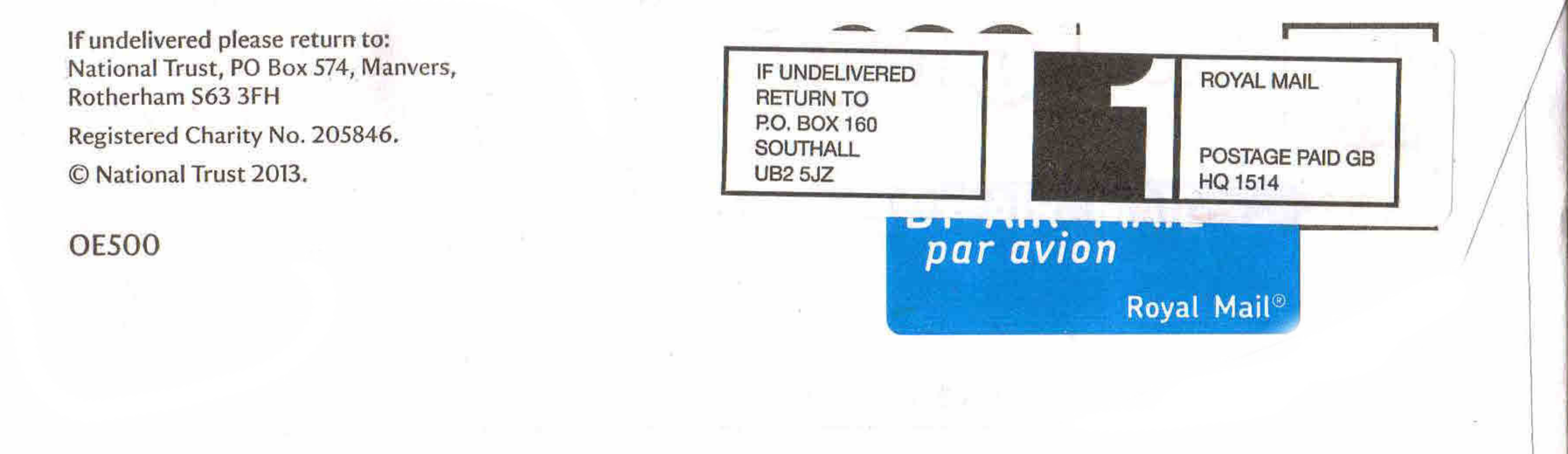
Brief, versandt durch die Royal Mail: If undelivered please return to …

Eine Vorausverfügung ist ein Hinweis im Adressfeld einer Postsendung oberhalb der Empfängeranschrift, der die Behandlung der Sendung vorgibt, wenn sie unzustellbar ist.
Unzustellbar ist eine Sendung, wenn der Empfänger verzogen oder verstorben ist, aber auch, wenn er die Annahme verweigert. Bei einem Umzug des Empfängers konnte früher die Vorausverfügung festlegen, dass der Absender eine Postkarte („Anschriftenberichtigungskarte“) mit der neuen Anschrift des Empfängers bekommt.

## Deutsche Post AG

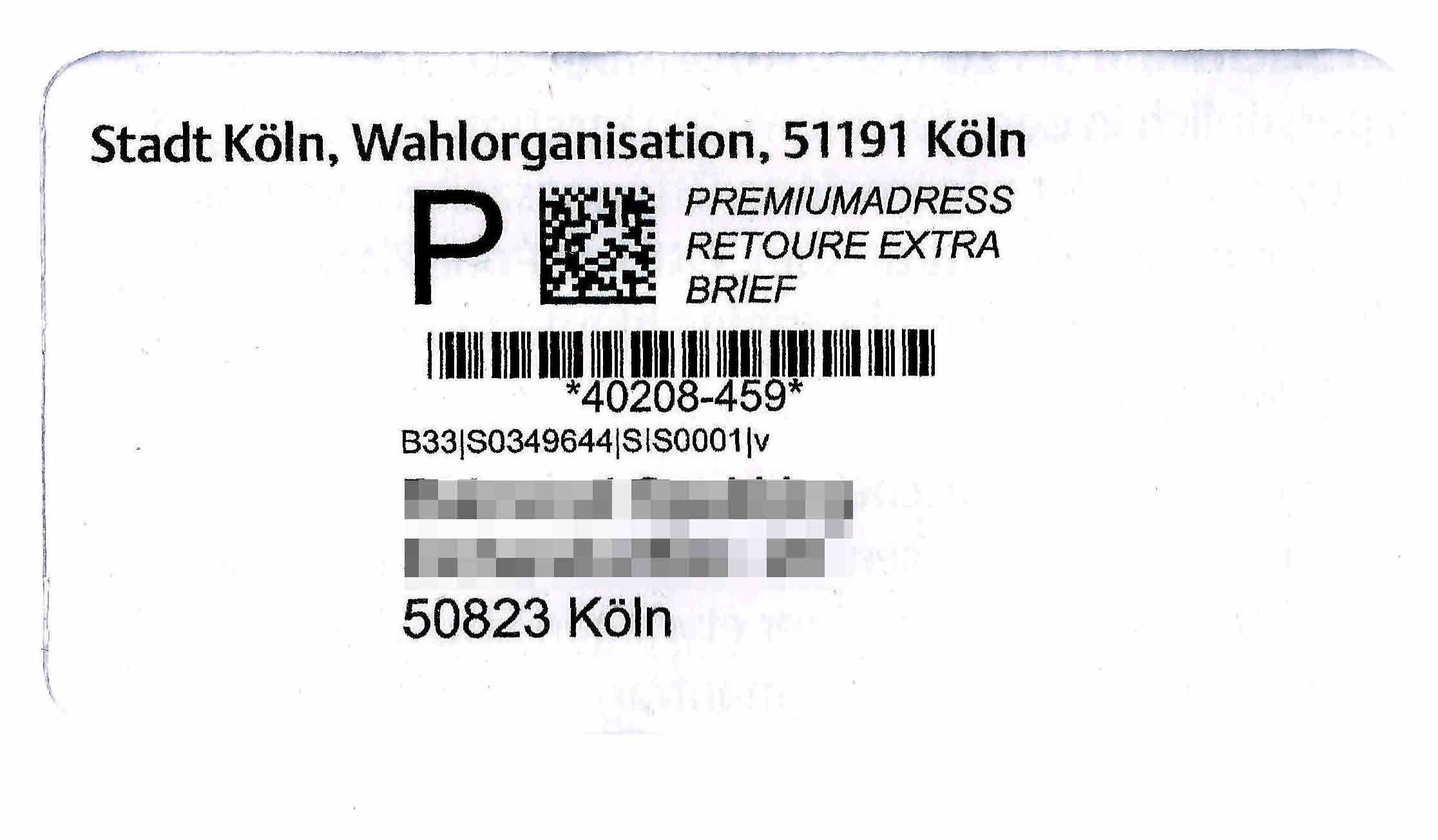
Vorausverfügung PREMIUMADRESS RETOURE EXTRA BRIEF

Die Vorausverfügung wurde zum 30. Juni 2010 durch das Produkt Premiumadress ersetzt.
Dieses ist an einem großen „P“ und einem Matrixcode erkennbar. Es kann mit vollbezahlten (Brief) als auch mit rabattierten Produkten (Dialogpost, Pressepost) genutzt werden.
Im Matrixcode befinden sich unter anderem die gewünschte Behandlungsart sowie die Post-Kundennummer des Absenders. Bei Fehlern in der Anschrift wird diese korrigiert und die Sendung zugestellt. Der Absender erhält eine Information über den Fehler in der Anschrift.
Bei Briefen und Postkarten gibt es seither nur noch zwei zulässige Vorausverfügungen im nationalen Versand:
- „Nicht nachsenden!“ Selbst wenn der Empfänger eine Nachsendung (auch eine vorübergehende) bei der Deutschen Post beauftragt hat, wird die Sendung nicht nachgesandt. Die Sendung wird an den Absender zurückgesandt.
- „Bei Umzug mit neuer Anschrift zurück!“ Die Sendung wird an den Absender zurückgesandt. Sofern sich der Empfänger mit der Weitergabe seiner neuen Anschrift einverstanden erklärt hat, wird die neue Anschrift auf der Sendung vermerkt.

Bei Briefen und Postkarten im internationalen Versand ist nur folgende Vorausverfügung zulässig: "Bei Unzustellbarkeit zurück an Absender - En cas de non-remise renvoyer à l‘expéditeur - If undeliverable return to sender". Ohne diese Angabe wird mit der Postsendung bei Unzustellbarkeit gemäß der jeweiligen nationalen Regelung verfahren und diese ggf. vernichtet.